# 大和冰川
71°25′S 35°35′E / 71.417°S 35.583°E
大和冰川（德語：Yamato-Gletscher）是南極洲的冰川，處於法比奧拉王后山脈地區，寬約10公里，流經福島岳和伊斯更斯山，該冰川在1960年10月7日由比利時探險隊發現，以日本的象徵大和命名。同年11月至12月，日本探險隊抵達該地科考。